# Бомбардировки Москвы в 1941 году
Бомбардировки Москвы в 1941 году — серия авианалётов на столицу СССР, совершённых авиацией нацистской Германии во время Великой Отечественной войны.

## Силы сторон

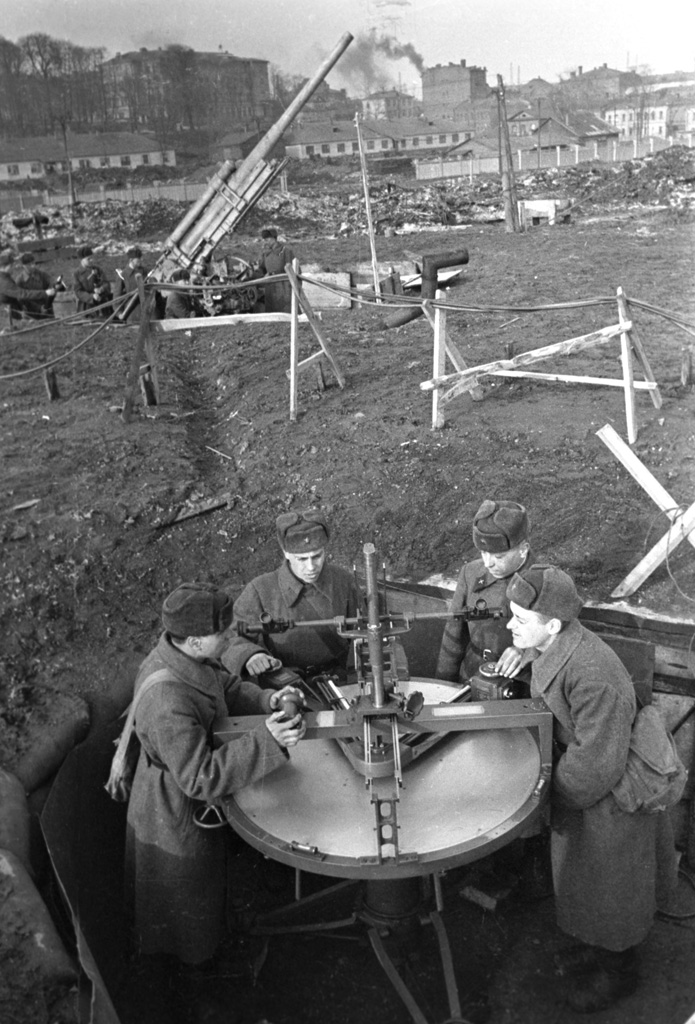
Группа наведения зенитного расчёта при обороне Москвы, 1 ноября 1941 г.

14 июля 1941 года Гитлер приказал бомбардировать Москву:
Чтобы нанести удар по центру большевистского сопротивления и воспрепятствовать организованной эвакуации русского правительственного аппарата.
19 июля 1941 года была утверждена директива «О дальнейшем ведении войны на Востоке» и ставилась задача «по возможности быстрее начать силами 2-го воздушного флота, временно усиленного бомбардировочной авиацией с Запада, воздушные налёты на Москву», это будет «возмездие за налёты русской авиации на Бухарест и Хельсинки».
До 20 июля 1941 года были выбраны пилоты для авианалётов на город, и командующий 2-м воздушным флотом генерал-фельдмаршал Кессельринг дал им указания.
Л. Хавигхорст, один из участников бомбардировки, вспоминал, как Кессельринг обращался к подчиненным:
Мои авиаторы! Вам удавалось бомбить Великобританию, где приходилось преодолевать сильный огонь зениток, ряды аэростатных заграждений, отбивать атаки истребителей. И вы отлично справились с задачей. Теперь ваша цель — Москва. Будет намного легче. Если русские и имеют зенитные орудия, то немногочисленные, которые не доставят вам неприятностей, как и несколько прожекторов. Они не располагают аэростатами и совершенно не имеют ночной истребительной авиации. Вы должны... подойти к Москве на небольшой высоте и точно положить бомбы. Надеюсь, что прогулка будет для вас приятной. Через четыре недели войска победоносного вермахта будут в Москве, а это означает конец войне.
Ответственным за организацию налётов назначили командира 2-го авиакорпуса генерала Бруно Лёрцера. Ему оперативно подчинили все авиагруппы резерва Главного Командования; их предполагалось задействовать в первую очередь. Кроме того, в бомбардировке Москвы должны были участвовать эскадра KG-53 из состава 2-го авиакорпуса 2-го воздушного флота (самолёты He-111 действовали с аэродромов Дубицкая Слобода, южнее Минска и Борисова), авиагруппы I и II/KG-55 из 5-го авиакорпуса 4-го воздушного флота (также He-111 с аэродрома Бояры, между Минском и Даугавпилсом, недалеко от Кривичей), группы I и II/KG-3 из 2-го ак 2-го ВФ (Ju-88 с аэродромов Орша и Бояры) и группа III/KG-3 из 8-го ак 2-го ВФ (Do-17 с аэродрома Вильнюс). Таким образом, из пяти действовавших на Восточном фронте авиакорпусов только один (четвёртый) не готовился бомбить Москву.

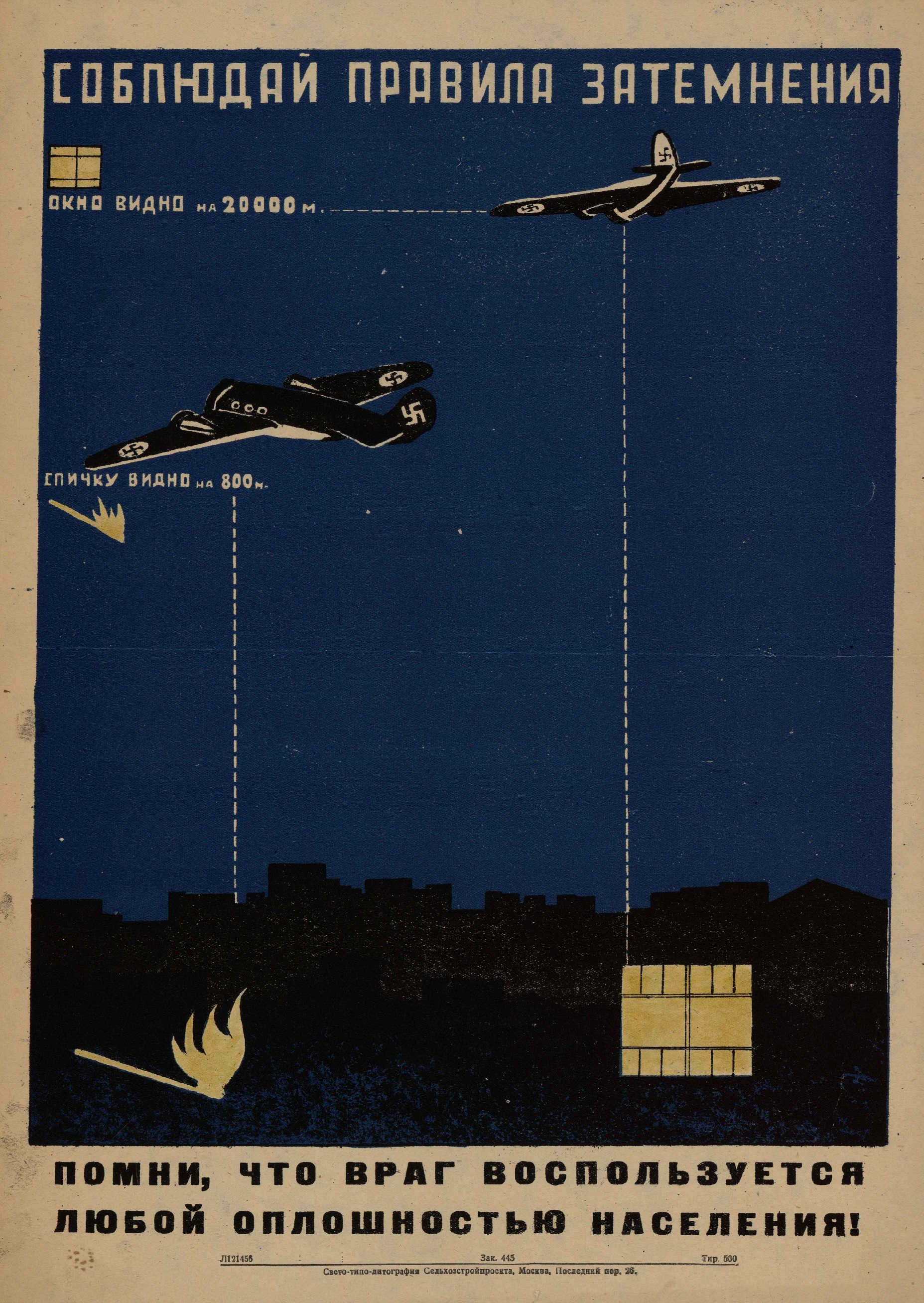
Плакат о важности затемнения

Оборона Москвы от нападения с воздуха возлагалась на Московскую зону ПВО, в которую, помимо прочего, входил 1-й корпус ПВО, защищавший непосредственно Москву. Корпус на конец июля располагал более 1 000 зенитных орудий и более 300 пулемётами, имелось около 600 прожекторов и более сотни заградительных аэростатов. Также в оперативном подчинении зоны находился 6-й истребительный авиационный корпус ПВО, ВВС Московского военного округа . Истребительный корпус имел в конце июля на вооружении около 600 истребителей, из которых более половины — самолёты новых типов.

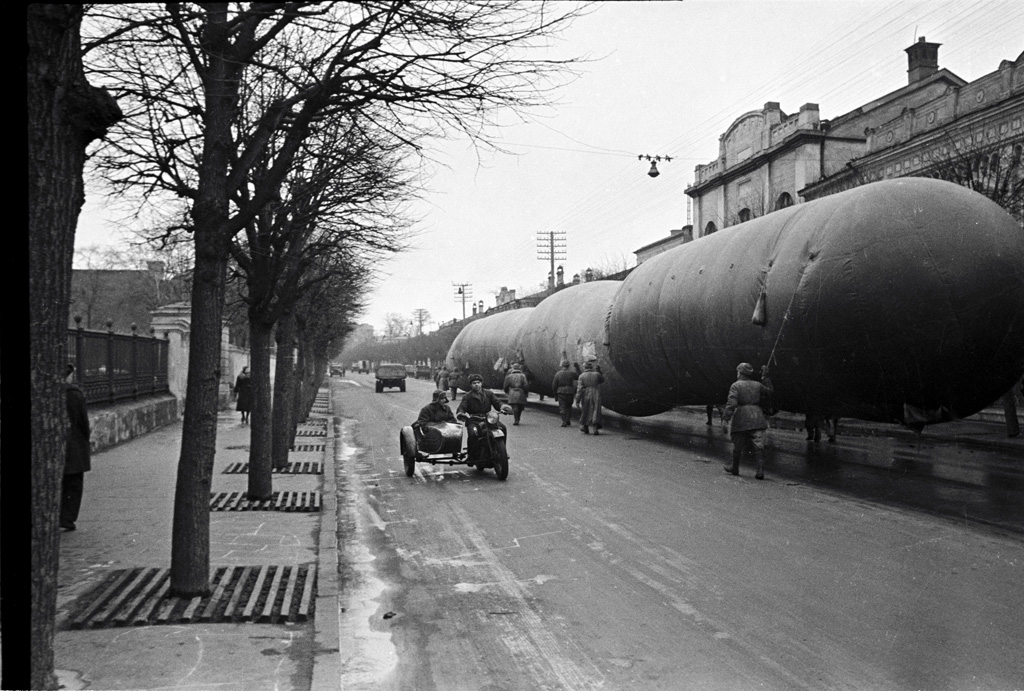
Газгольдеры для аэростатов воздушного заграждения на Большой Ордынке, Москва, ноябрь 1941.

В каждом из двадцати пяти районов Москвы были сформированы батальоны МПВО, чтобы спасать раненых во время бомбёжек и расчищать завалы. Каждый такой батальон имел от пяти до восьми рот, в зависимости от размеров района.
Широко применялась маскировка. На улицах и скверах города рисовали деревья и крыши. Золотые купола кремлёвских соборов были закрашены в камуфляжные тона, а красные звезды на башнях Кремля были закрыты брезентом. Целые здания закрывались камуфляжными сетками. На стенах Кремля появились контрастные полосы, придавая им вид обычных жилых домов.
Но нарисованные здания не давали тени, когда немецкие самолёты сбрасывали осветительные ракеты. Поэтому архитекторы и художники начали менять силуэты настоящих зданий, дополняя их деталями, сделанными из фанеры. Мавзолей Ленина на Красной площади был закрыт щитами и сетками, придававшими ему вид двухэтажного здания. Платформы с макетами зданий стояли на Москве-реке, закрепленные якорями.
В окрестностях Москвы были созданы девять фальшивых аэродромов, фальшивое нефтехранилище, семь фальшивых промышленных комплексов, чтобы запутать немецких лётчиков и отвести их от настоящих целей.

## Хронология событий

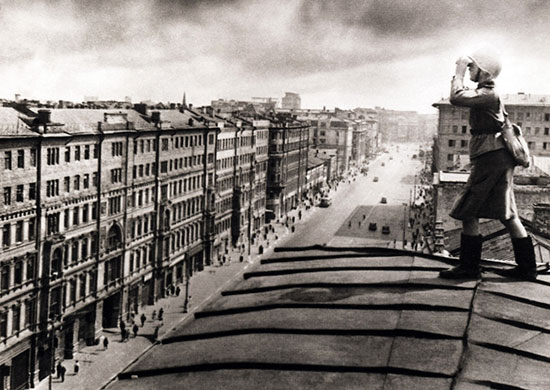
Пост ВНОС на крыше здания Концертного зала им. П. И. Чайковского (вид в сторону Пушкинской площади)

В ночь на 22 июля состоялся первый авианалёт в составе 220 самолётов (четырьмя колоннами на высоте 2000—3000 м) в течение 5 часов. Германские самолёты были обнаружены одной из РЛС РУС-2 ещё на подлёте — на расстоянии ста километров от радиолокационной станции. При отражении налёта советские истребители выполнили 173 самолёто-вылета, в 25 ночных боях сбили 12 немецких самолётов и многие повредили (по окончательным данным, были уничтожены 22 немецкие машины). Еще 15 самолётов командование Люфтваффе потеряло в следующую ночь, бросив на город около 200 бомбардировщиков. В качестве целей были намечены Кремль, МОГЭС, здание ЦК ВКП(б), Белорусский вокзал, фабрика им. Клары Цеткин (видимо, немцы имели в виду завод по производству бездымного пороха), мосты в западной и северной части столицы. За июль было сброшено 104 тонны фугасных бомб, 46 тысяч зажигательных. Получили ранения 792 человека, из них 130 не выжило. Случилось 1166 очагов пожара.
Вечером и ночью 23 июля серьезно пострадал московский метрополитен. Одна крупная авиабомба пробила перекрытие тоннеля на перегоне Смоленская — Арбат, другая попала в эстакаду метромоста неподалеку, а третья разорвалась у входа в вестибюль на Арбатской площади. Пострадало более 100 человек, из которых 60 погибло. Наибольшие жертвы вызвала паника, возникшая на ступенях лестниц. Метро восстанавливали двое суток.
Бомбардировщикам противостоял огонь зенитных орудий и советские истребители. Обер-лейтенант Г. Бетхер, известный как один из лучших лётчиков-бомбардировщиков, говорил по этому поводу:
Из всех вылетов, которые я совершил на Востоке, самыми трудными оказались ночные налеты на Москву. Зенитный огонь был очень интенсивным и вёлся с пугающей кучностью.
С 10 по 11 августа 1941 года состоялся последний крупный налёт, в котором приняли участие 100 самолётов. Хотя повреждения были незначительны, в результате этого налёта одна из бомб упала около Никитских ворот, в результате взрыва которой пролом составил 12 метров в глубину и 32 — в ширину.
Одна из бомб упала рядом с Никольской башней Кремля, другая — рядом с домом правительства (Дом на набережной).
Александр Верт, журналист из Великобритании, позже вспоминал:
Шрапнель зенитных снарядов барабанила по улицам, точно град. Десятки прожекторов освещали небо. В Лондоне мне не приходилось ни видеть, ни слышать ничего подобного.
Американец Джон Алисон, прибывший для обучения советских пилотов полетам на самолетах P-40 «Томагавк», приобретенных в США еще до «ленд-лиза», утверждал, что «никогда не видел такого плотного зенитного огня и такого количества прожекторов».

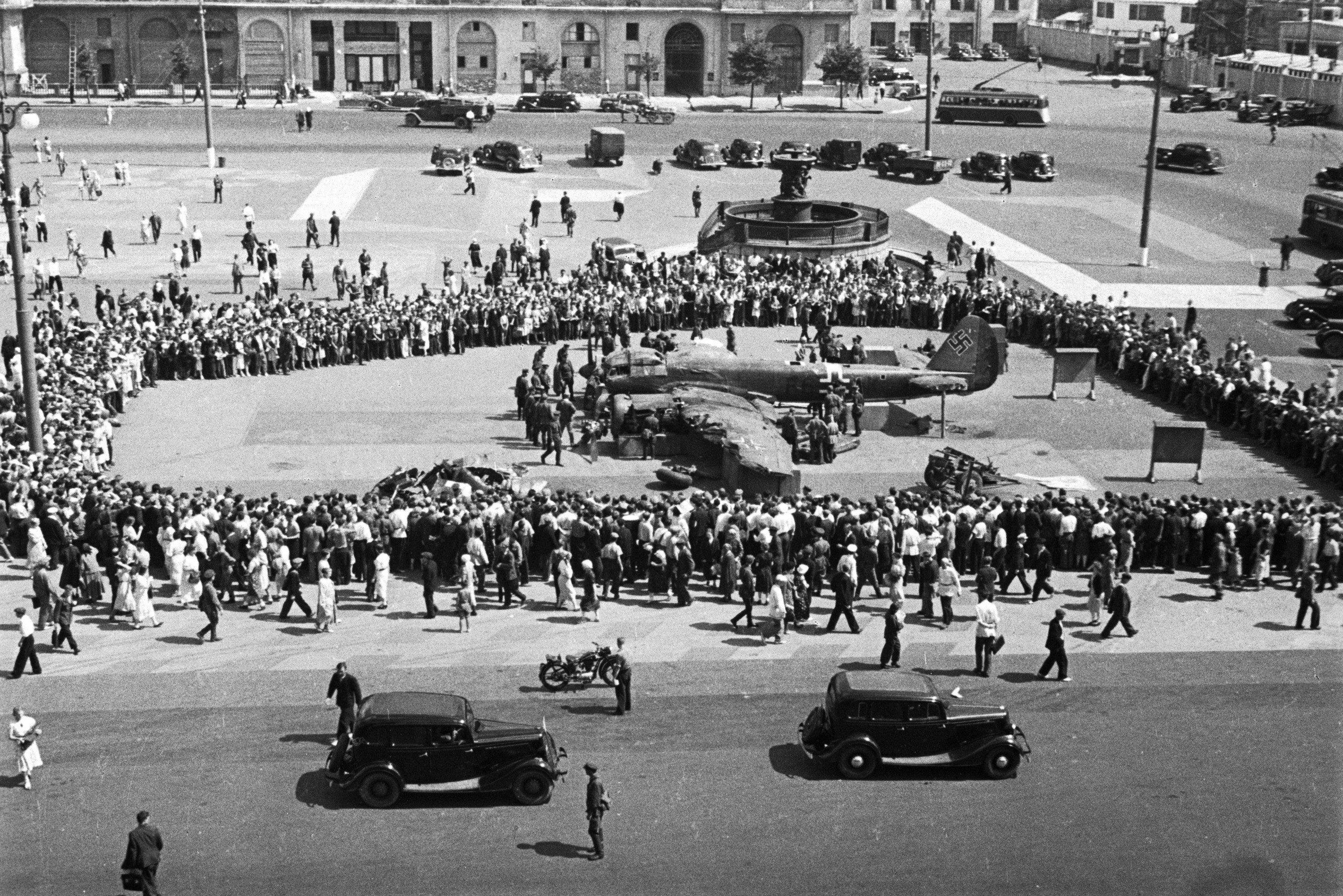
Юнкерс-88 "F6+AK" 122-й разведгруппы, сбитый около деревни Дуплёво Истринского района Московской области 25 июля демонстрируется на площади Свердлова, 15 августа 1941.

В итоге с 22 июля 1941 года по 22 августа 1941 года погибло 736 горожан и 3513 было ранено.
В ответ на эти налёты советская авиация с 7 августа по 5 сентября 1941 года совершила ряд авианалётов на Берлин.

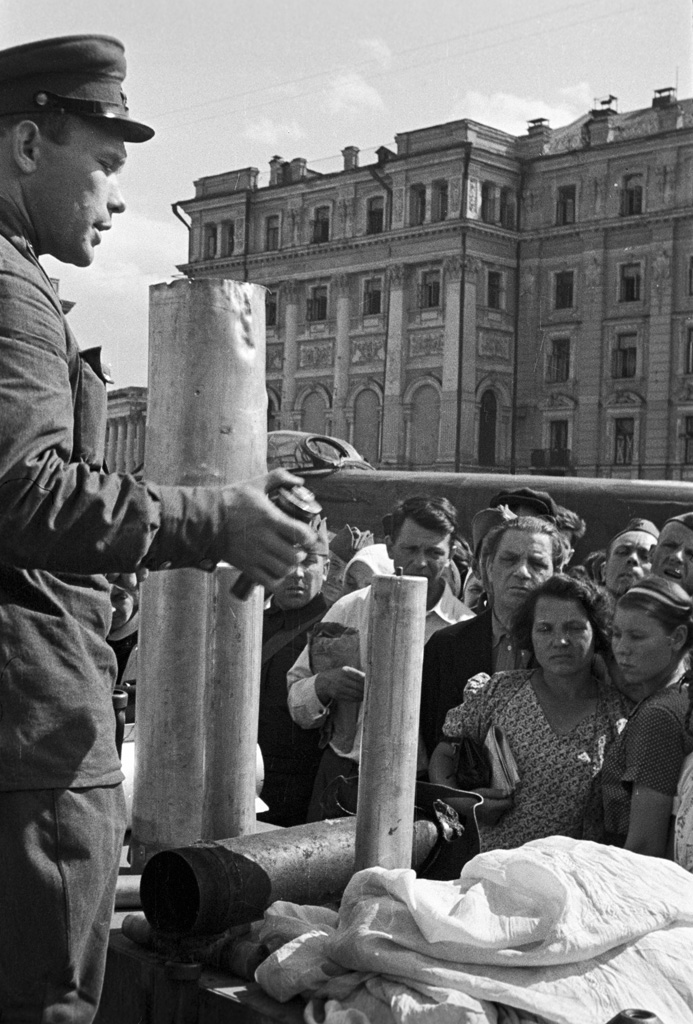
Красноармеец проводит занятия с населением города по обезвреживанию немецких зажигательных авиабомб на площади Свердлова в Москве, 1 сентября 1941 г.

В качестве наилучшего бомбоубежища использовался метрополитен. С вечера в вестибюли станций выстраивалась очередь желающих занять места получше. Самые лучшие места — в вагонах — могли получить только матери с маленькими детьми, остальные размещались на платформах и в тоннелях. В метро работали библиотеки, кружки, читались политические доклады и лекции, устраивались торжественные мероприятия: например, заседание Моссовета 6 ноября 1941 года на станции метро «Маяковская». На станции «Кировская» (ныне «Чистые пруды») работали сотрудники Генштаба. В метро дежурили врачи, иногда требовалась помощь даже акушера — с июля 1941 г. по март 1943 г., в московской подземке родилось 217 детей.
Самый большой ущерб был нанесён бомбардировкой 28 октября 1941 года. Бомба взорвалась на улице Горького, напротив Центрального телеграфа. В очереди, стоявшей у продовольственного магазина, было много убитых и раненых. Это случилось до того, как была объявлена воздушная тревога. В здание ЦК ВКП (б) на Старой площади попала тяжелая бомба. Одним из погибших при этом был известный писатель Александр Афиногенов. Другой бомбой было разрушено несколько домов на набережной Москвы-реки и убито несколько человек из отряда самообороны. Ещё одна бомба пробила крышу Большого театра и нанесла зданию повреждения.
На следующий день бомба взорвалась перед зданием Московского обкома ВКП(б), в то время как его первый секретарь Александр Щербаков проводил совещание. Осколки стекла и штукатурки осыпали его участников, сброшенных со своих мест взрывной волной. Убитых не было, но сам Щербаков получил контузию. В этот день он получил ещё и вторую контузию.
Пик налётов на Москву выпал на ноябрь 1941 года — 45 воздушных тревог за месяц. В ноябре осуществлялись уже не только ночные, но и дневные налёты. Немцы были уже так близко от Москвы, что предупреждение о налёте для того, чтобы люди могли спуститься в убежище, теперь сокращалось практически до пяти минут.
По данным на 24 ноября 1941 года, на столицу было сброшено 1521 фугасных и 56 620 зажигательных бомб, в результате чего 1327 человек были убиты и 1931 человек был тяжело ранены, было уничтожено 402 жилых дома, разрушено 22 промышленных объекта.
За июль 1941 — январь 1942 года к столице прорвалось только 229 из 7146 самолётов врага.
Интенсивные бомбёжки Москвы закончились к лету 1942 года, а последняя бомба упала на город в июне 1943 года. С лета 1943 и до лета 1944 года над Москвой на больших высотах продолжали появляться лишь одиночные немецкие самолёты-разведчики.

## Последствия

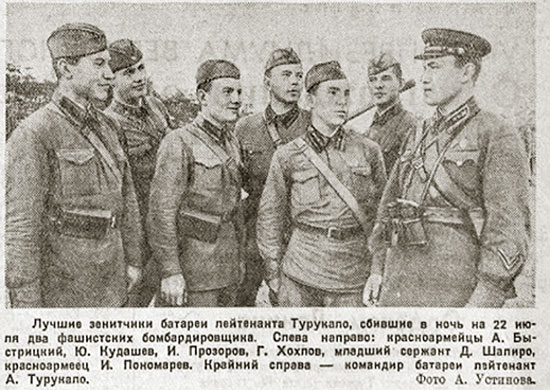
Отличившиеся московские зенитчики. Газета «Красная Звезда» от 23.07.1941 г. С. 4

Согласно советским данным, опубликованным после войны, всего во время налётов на Москву погибло более двух тысяч человек, число раненых было примерно в три раза большим; было повреждено или разрушено 5584 жилых здания, 90 госпиталей, 253 школы и 19 театров и дворцов культуры.

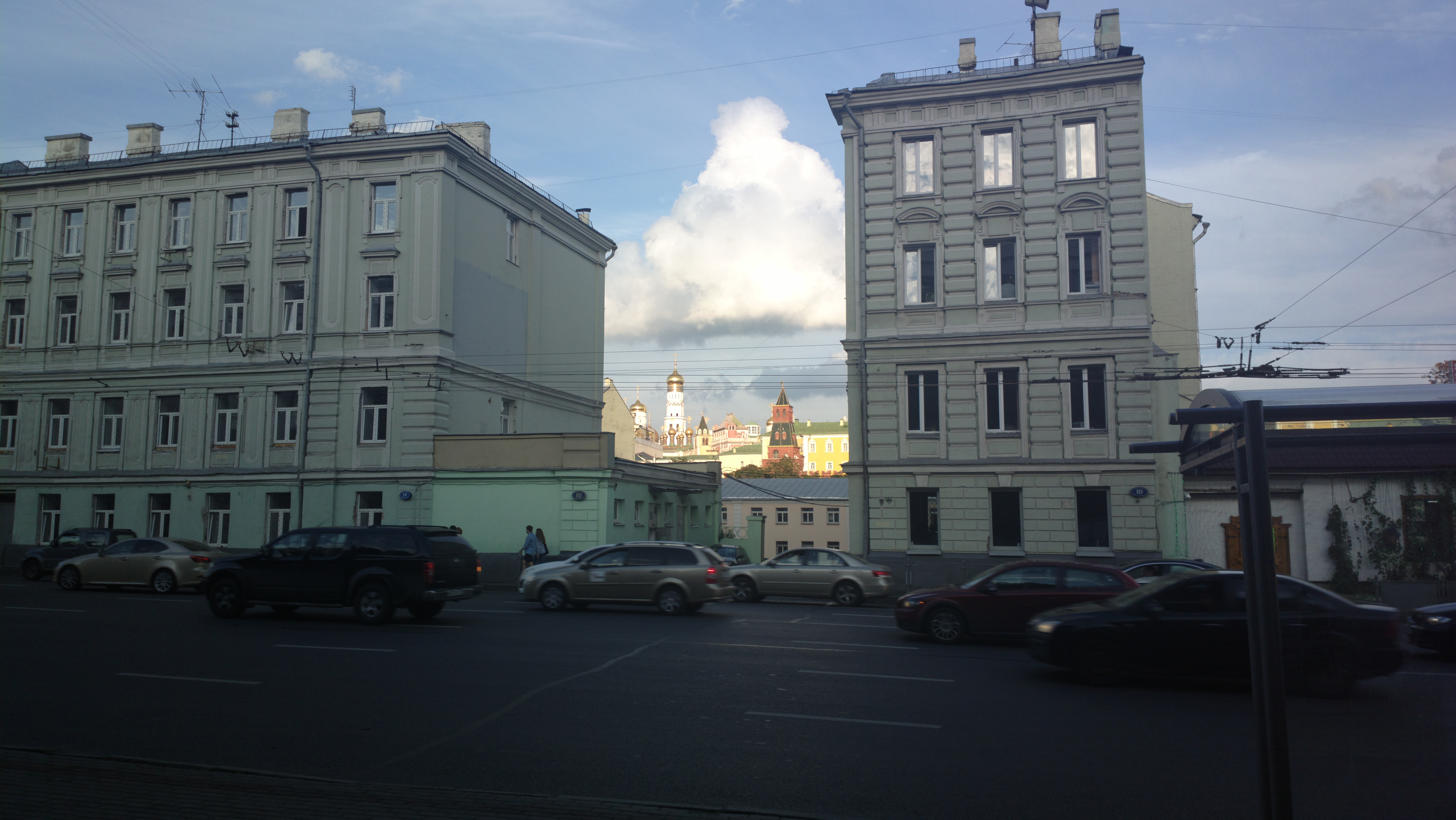
Моховая, 10 стр. 1 и 10 стр. 2

Один след бомбёжки заметен и по сей день: на Моховой улице есть два дома: 10 стр. 1 и 10 стр. 2. На самом деле это один дом, прежде соединяющая их часть в августе 1941 года была разрушена фугасной бомбой. 
Приглядевшись к памятнику Тимирязеву на Тверском бульваре, можно заметить выбоины от осколков авиабомбы. 
Сохранились следы осколков на фасаде здания пожарной части в Чистом переулке, на стенах католического собора Непорочного зачатия на Малой Грузинской улице.